# Steffi Graf
Inte att förväxla med Stephanie Graf.
Steffi Graf, eg. Stefanie Maria Graf, född 14 juni 1969 i Mannheim, Baden-Württemberg, är en tysk före detta tennisspelare som är Tysklands mest framgångsrika tennisspelare någonsin och en av de främsta i världen genom tiderna. Graf tillhörde världens tio bästa spelare 1986-96 och 1998-99 och under perioden 1987-1991 rankades hon som världsetta under 186 på varandra följande veckor (rekord inom damtennisen) och totalt under karriären som världsetta i 377 veckor - fler än någon annan tennisspelare. Även när hon år 1999 upphörde med tävlingsspel, vid en ålder av 30 år, rankades hon som världstrea. 
Steffi Graf var ITF:s (International Tennis Federation) officiella världsmästare sju gånger 1987-1996 och upptogs 2004 i International Tennis Hall of Fame.

## Tenniskarriären

### Bedrifter och rekord
Under sin aktiva karriär vann Steffi Graf 107 WTA-titlar i singel, 11 i dubbel och är med totalt 22 GS-titlar på 31 finaler den tredje mest segerrika kvinnan i Grand Slam-turneringar efter Margaret Smith Court (24) och Serena Williams. Graf är dessutom den enda spelare genom tiderna som vunnit varje Grand Slam-turnering (Australiska öppna, Franska öppna, Wimbledonmästerskapen och US Open) minst fyra gånger. Som tredje kvinnliga spelare, efter Maureen Connolly och Margaret Court, tog hon 1988 en äkta Grand Slam, det vill säga seger i alla fyra GS-turneringar under ett och samma år. Hon "krönte" denna äkta Grand Slam genom att samma säsong vinna OS-guld i Seoul och därmed en "Golden Grand Slam" som första spelare någonsin. Graf deltog 1986-96 med framgång i det västtyska/tyska laget i Federation Cup då man vann cupen 1987 och 1992.
Graf blev 1999 utsedd som Tysklands främsta kvinnliga idrottare under 1900-talet.

### I Grand Slam
Steffi Graf vann som 17-åring sin första Grand Slam-titel genom seger över Martina Navratilova i finalen i Franska öppna 1987. Året därpå vann hon finalen i samma turnering över den 17-åriga vitryskan Natasha Zvereva med setsiffrorna 6-0, 6-0. Hon vann sedan franska öppna ytterligare fyra gånger, sista gången 1999 över Martina Hingis med 4-6, 7-5, 6-2 i en final som betraktas som en av de bättre i WTA-historien. 
Australiska öppna vann Graf totalt fyra gånger under perioden 1988-94 med finalsegrar över bland andra Chris Evert och Arantxa Sánchez Vicario. Fem singeltitlar i US Open finns också under tyskans bälte. Första segern tog hon 1988 (seger i finalen över Sabatini) och de två sista segrarna kom mot antagonisten Monica Seles 1995 och 1996.
Steffi Graf var i sin första final i Wimbledonmästerskapen 1987 men förlorade denna mot Wimbledons okrönta drottning - Martina Navratilova. De två följande säsongerna var hon dock åter i final mot Navratilova och besegrade också henne båda gångerna i vad som kunde ses som ett tennisens tronskifte. Graf vann Wimbledon ytterligare fem gånger, sista gången 1996 efter seger över Arantxa Sánchez Vicario. Sin sista singelfinal i Wimbledon spelade Graf 1999; en match hon förlorade mot Lindsay Davenport: (6-4, 7-5). 

## Spelaren Steffi Graf

### Uppväxt och proffsdebut
Steffi tränades från tre års ålder av sin far, försäkringstjänstemannen Peter Graf och som 13-åring vann hon europamästerskapen i tennis för juniorer 1982. Samtidigt tränade hon friidrott; hon var bland annat duktig på 400 meter löpning. Tennisspelet tog allt mer över hennes intresse och redan som 13-åring blev Graf professionell tennisspelare.

### Forehandssläggan och utveckling
Steffi Graf var under några år tidigt i karriären inte helt komplett som spelare, men förlitade sig på sitt, för damtennisen, extremt kraftfulla forehandslag som dödande vapen; därav smeknamnet "Fräulein Forehand". Med tiden utvecklade hon sitt spel och blev successivt en alltmer komplett och än mer svårslagen spelare. Genom hård träning tillägnade hon sig en mycket bra, skuren backhand, kraftfull serve och en god volley. Hon blev också känd för sin snabbhet på banan, ofta hann hon upp till synes "otagbara" bollar. Under senare delen av sin karriär drabbades hon av en hel del skador i fingrar, knän och fötter.

### Rivalitet och attentat
Steffi Grafs främsta rival under början av 1990-talet var Monica Seles. Seles hade 1991 övertagit platsen som världsetta från Graf och visade sig vara en svårbemästrad motståndare för tyskan. Men 1993, vid en turnering i Hamburg, överfölls Seles vid en game-vila av en knivbeväpnad man som högg henne i ryggen. Seles undkom visserligen attentatet med endast mindre skador, men kom därefter att bli borta från tennisspel i över två år. Attentatsmannen, en tysk man i 30-årsåldern, berättade vid rättegången att avsikten hade varit att "oskadliggöra" Seles, så att Graf kunde återta positionen som världsetta. Under Seles konvalescens återtog Graf också under en tid platsen som världsetta, något hon kanske inte hade önskat sig på det sättet.

## Privatpersonen Steffi Graf
1995 blev Steffi Graf anklagad för skattebedrägeri tidigare under karriären, inkluderande hennes juniortid. Utredningen visade emellertid att det var hennes far som var den skyldige. Han dömdes till 45 månaders fängelse, men släpptes efter drygt två år.
1991 grundade Graf the "Steffi Graf Youth Tennis Center" i Leipzig. Hon blev också ordförande i "Children for Tomorrow", en organisation för rehabilitering av krigsskadade eller för övrigt traumatiserade barn.
Graf gifte sig den 22 oktober 2001 med tennisspelaren Andre Agassi med vilken hon har två barn.

## Grand Slam-titlar, singel (22)
| År   | Mästerskap        | Finalmotståndare        | Setsiffror     |
| ---- | ----------------- | ----------------------- | -------------- |
| 1999 | Franska öppna     | Martina Hingis          | 4-6, 7-5, 6-2  |
| 1996 | Franska öppna     | Arantxa Sánchez Vicario | 6-3, 6-7, 10-8 |
| 1996 | Wimbledon         | Arantxa Sánchez Vicario | 6-3, 7-5       |
| 1996 | US Open           | Monica Seles            | 7-5, 6-4       |
| 1995 | Franska öppna     | Arantxa Sánchez Vicario | 7-5, 4-6, 6-0  |
| 1995 | Wimbledon         | Arantxa Sánchez Vicario | 4-6, 6-1, 7-5  |
| 1995 | US Open           | Monica Seles            | 7-6, 0-6, 6-3  |
| 1994 | Australiska öppna | Arantxa Sánchez Vicario | 6-0, 6-2       |
| 1993 | Franska öppna     | Mary Joe Fernández      | 4-6, 6-2, 6-4  |
| 1993 | Wimbledon         | Jana Novotna            | 7-6, 1-6, 6-4  |
| 1993 | US Open           | Helena Sukova           | 6-3, 6-3       |
| 1992 | Wimbledon         | Monica Seles            | 6-2, 6-1       |
| 1991 | Wimbledon         | Gabriela Sabatini       | 6-4, 3-6, 8-6  |
| 1990 | Australiska öppna | Mary Joe Fernández      | 6-3, 6-4       |
| 1989 | Australiska öppna | Helena Sukova           | 6-4, 6-4       |
| 1989 | Wimbledon         | Martina Navratilova     | 6-2, 6-7, 6-1  |
| 1989 | US Open           | Martina Navrátilová     | 3-6, 7-5, 6-1  |
| 1988 | Australiska öppna | Chris Evert             | 6-1, 7-6       |
| 1988 | Franska öppna     | Natasha Zvereva         | 6-0, 6-0       |
| 1988 | Wimbledon         | Martina Navrátilová     | 5-7, 6-2, 6-1  |
| 1988 | US Open           | Gabriela Sabatini       | 6-3, 3-6, 6-1  |
| 1987 | Franska öppna     | Martina Navrátilová     | 6-4, 4-6, 8-6  |

### Finalförluster singel (9)
| År   | Mästerskap        | Finalmotståndare        | Setsiffror     |
| ---- | ----------------- | ----------------------- | -------------- |
| 1987 | Wimbledon         | Martina Navratilova     | 7-5, 6-3       |
| 1987 | US Open           | Martina Navratilova     | 7-6, 6-1       |
| 1989 | Franska öppna     | Arantxa Sánchez Vicario | 7-6, 3-6, 7-5  |
| 1990 | Franska öppna     | Monica Seles            | 7-6, 6-4       |
| 1990 | US Open           | Gabriela Sabatini       | 6-2, 7-6       |
| 1992 | Franska öppna     | Monica Seles            | 6-2, 3-6, 10-8 |
| 1993 | Australiska öppna | Monica Seles            | 4-6, 6-3, 6-2  |
| 1994 | US Open           | Arantxa Sánchez Vicario | 1-6, 7-6, 6-4  |
| 1999 | Wimbledon         | Lindsay Davenport       | 6-4, 7-5       |

### Övriga Grand Slam-titlar
- Wimbledonmästerskapen
  - Dubbel - 1988